# Viabon
Viabon – miejscowość i dawna gmina we Francji, w Regionie Centralnym-Dolina Loary, w departamencie Eure-et-Loir. W 2013 roku jej populacja wynosiła 371 mieszkańców. 
W dniu 1 stycznia 2016 roku z połączenia czterech ówczesnych gmin – Baignolet, Fains-la-Folie, Germignonville oraz Viabon – utworzono nową gminę Éole-en-Beauce. Siedzibą gminy została miejscowość Viabon. 